# Перевертка (деревня)
Перевертка — деревня в Молоковском районе Тверской области.

## География
Находится в восточной части Тверской области на расстоянии приблизительно 15 км по прямой на запад от районного центра поселка Молоково.

## История
Деревня была отмечена еще на карте 1825 года. В 1859 году здесь (деревня Весьегонского уезда Тверской губернии) был учтен 41 двор. До 2015 года входила в Ахматовское сельское поселение, с 2015 по 2021 год в состав Обросовского сельского поселения до его упразднения.

## Население
Численность населения: 239 человек (1859 год), 47 (русские 100 %) в 2002 году, 20 в 2010.